# オハウ湖
オハウ湖は、ニュージーランドの南島のマッケンジー盆地にある氷河湖である。この湖は、マッケンジー盆地の北端に沿って南北に伸びる、およそ平行した3つの湖の中で最も小さい湖である（他の２つは、テカポ湖とプカキ湖である）。この湖の面積は、60平方キロメートルである。

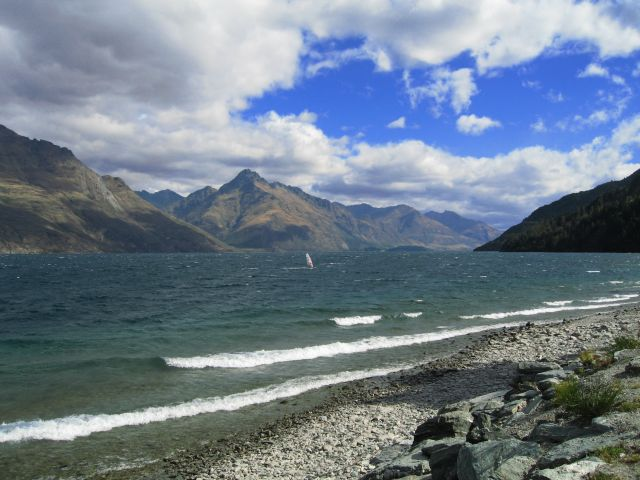
オハウ湖

オハウ湖には、サザン・アルプス山脈を源流とするホプキンズ川とドブソン川が流れ込んでいる。また、この湖の流出河川は、オハウ川であり、この川はワイタキ川発電計画に水を供給している。
オハウスキー場が、湖の南西岸の近くに位置している。
この湖の水系は、オタゴ地方とカンタベリー地方の伝統的な境界の一部をなしており、オタゴの最北端が、ホプキンズ川の源流となっている。